# Barr-
 (août 2015).
- Si vous ne connaissez pas le sujet, laissez ce bandeau (vous pouvez alors contacter les auteurs).
- Si vous supprimez le contenu mis en cause (vous pouvez préalablement contacter les auteurs),

argumentez précisément cette suppression dans la page de discussion
(un manque de référence n'est pas un argument ; une recherche réelle de référence doit avoir été effectuée, être formellement documentée).
Cette page traite d'une racine reconstruite par les toponymistes, à savoir une racine présumée permettant l'analyse étymologique de nombreux toponymes. D'origine très ancienne, on ne peut l'attribuer avec certitude à une langue connue.

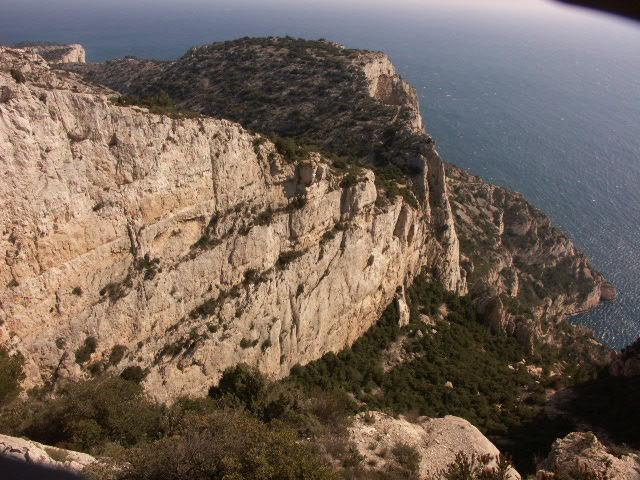
Barres rocheuses délimitant le flanc est du Val Vierge de la calanque de l'Œil de Verre.

Barr- est une racine linguistique préindoeuropéenne signifiant « relief boisé », « barrière naturelle» ,.
Outre le mot commun barre, on lui doit de très nombreux toponymes comme :
- Barr, commune d'Alsace,
- Bar, commune de la Corrèze,
- Bar-sur-Aube et Bar-sur-Seine, communes de l'Aube,
- Bar-le-Duc, commune de Lorraine, etc.

mais pas Le Bar-sur-Loup, originellement Albarn > Aubarn.
Dans les Alpes, le mot s'applique à des escarpements (barres rocheuses) :
- la Barre des Ecrins

Ce sont aussi, en particulier dans les massifs calcaires comme les Dolomites ou les Calanques de Marseille, des falaises verticales superposées, séparées par des couches minces de sédiments plus meubles, souvent le lieu de passage de sentiers horizontaux.
Cette racine ne doit pas être confondue avec la racine Bar / ibar 'vallée' (espagnol barro 'boue').